# Deshidrohalogenación

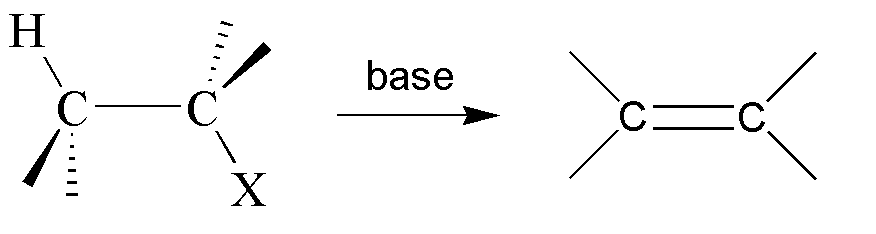
Proceso de deshidrohalogenación para sintetizar un alqueno.

La deshidrohalogenación es una reacción química de eliminación que sustrae un haluro de hidrógeno de un sustrato. Suele estar asociada con la síntesis de alquenos, aunque tiene aplicaciones más amplias.

## Deshidrohalogenación de haluros de alquino
Tradicionalmente, los haloalcanos son sustratos para las deshidrohalogenaciones. El haloalcano debe ser capaz de formar un alqueno, por lo que los haluros de metilo y bencilo o arilo no son sustratos adecuados. Después de ser tratado con una base fuerte, el clorobenceno se deshidrohalogena para dar fenol a través de un arino intermediario.

### Reacciones promovidas por bases
Cuando se tratan con una base fuerte, muchos cloruros de alquilo se convierten en su correspondiente alqueno. A este tipo de reacción de eliminación también se la conoce como reacción de β-eliminación. A continuación se muestran algunos prototipos:
{\displaystyle {\begin{aligned}{\ce {{\underset {Cloroetano}{^{\beta}CH3-^{\alpha}CH2Cl}}+ KOH}}\ &{\ce {-> {\underset {Etileno}{CH2=CH2}}+ {KCl}+ H2O}}\\{\ce {{\underset {1-Cloropropano}{CH3-CH2-CH2Cl}}+ KOH}}\ &{\ce {-> {\underset {Propano}{CH3-CH=CH2}}+ {KCl}+ H2O}}\\{\ce {{\underset {2-Cloropropano}{CH3-CHCl-CH3}}+ KOH}}\ &{\ce {-> {\underset {Propano}{CH3-CH=CH2}}+ {KCl}+ H2O}}\end{aligned}}}
En esta reacción el cloruro de etilo reacciona con el hidróxido de potasio, normalmente en un disolvente como etanol, dando etileno. Del mismo modo, el 1-cloropropano y 2-cloropropano dan propeno.
La regla de Záitsev ayuda a predecir la regioselectividad de este tipo de reacciones.
En algunos casos, esta reacción puede competir con una reacción de sustitución nucleófila. Este es el caso cuando la base utilizada es, por ejemplo, hidróxido de potasio que produce un grupo OH−, un nucleófilo fuerte despejado, lo que puede conducir a la producción de alcoholes como subproductos. Para evitar esto, las deshidrohalogenaciones generalmente utilizan bases mucho más fuertes, como el terc-butóxido de potasio (K+ [CH3]3CO−).

### Craqueo térmico
A escala industrial, las deshidrohalogenaciones promovidas por la base como las descritas anteriormente se ven desfavorecidas, ya que la eliminación de la sal de haluro alcalino es problemática. En su lugar, se prefieren las deshidrohalogenaciones inducidas térmicamente. Un ejemplo de ello es la producción de cloruro de vinilo calentando 1,2-dicloroetano:
CH2Cl-CH2Cl → CH2=CHCl + HCl
El HCl resultante se puede reutilizar en una reacción de oxicloración.
Las deshidrofluoraciones inducidas térmicamente se emplean en la producción de fluoroolefinas y hidrofluoroolefinas. Un ejemplo es la preparación de 1,2,3,3,3-pentafluoropropeno a partir de 1,1,2,3,3,3-hexafluoropropano:
CF2HCH(F)CF3 → CHF=C(F)CF3 + HF

## Otras deshidrohalogenaciones

### Epóxidos
Las clorohidrinas, compuestos con la conectividad R(HO)CH-CH(Cl)R', se someten a deshidrocloración para dar epóxidos. Esta reacción se emplea industrialmente para producir millones de toneladas de óxido de propileno anualmente a partir de clorohidrina de propileno:
CH3CH(OH)CH2Cl + KOH → CH3CH(O)CH2 + H2O + KCl

### Isocianuros
La reacción carbilamina para la síntesis de isocianuros a partir de la acción del cloroformo en una amina primaria implica tres deshidrohalogenaciones. La primera es la formación de diclorocarbenos:
KOH + CHCl3 → KCl + H2O + CCl2
Los dos pasos siguientes de deshidrocloración mediados por la base dan lugar a la formación del isocianuro.